# 트리톤 (마블 코믹스)
트리톤(영어: Triton 트라이턴[*])은 마블 코믹스의 등장인물로, 인휴먼스 종족의 일원이자 아틸란 왕가의 인척으로서, 카르나크의 동생이자 블랙 볼트의 사촌이다. 인휴먼 이름은 트리톤 만데르아주르크(Triton Mander-Azur). 수중에서 자유자재로 숨쉬고 힘쓸 수 있는 능력을 갖고 있다. 1965년 12월 《판타스틱 포》 45호에 처음 등장했고, 스탠 리와 잭 커비가 공동 창작하였다.

## 담당 배우

### TV 드라마
- 인휴먼스(2017) - 마이크 모

## 담당 성우

### TV 애니메이션
- 판타스틱 포(1994) - 로키 캐럴, 마크 해밀
- 헐크와 스매쉬 요원들(2013) - 제임스 아널드 테일러
- 얼티밋 스파이더맨(2011) - 제임스 아널드 테일러

### 비디오 게임
- 마블 얼티밋 얼라이언스(2006) - 톰 케인